# خلسه دلپذیر
«خلسه دلپذیر» (به انگلیسی: Comfortably Numb)، ترانه‌ای از گروه موسیقی پراگرسیو راک بریتانیایی پینک فلوید است. این ترانه اولین‌بار در قالب آلبوم دیوار در سال ۱۹۷۹ عرضه شد، همچنین در این سال به همراه ترانهٔ «آهای تو» به عنوان ترانهٔ پشت صفحه بازمنتشر شد.
این ترانه جزو معدود ترانه‌های آلبوم دیوار است که علاوه بر راجر واترز، دیوید گیلمور نیز در ساختن آن مشارکت دارد. موسیقی و ملودی آهنگ بیشتر توسط دیوید گیلمور نوشته شده، در حالی که شعر آهنگ توسط واترز سروده شده‌است.
«خلسه دلپذیر» یکی از مشهورترین ترانه‌های پینک فلوید به‌شمار می‌آید و خصوصاً بیشتر برای تک‌نوازی گیتار پایانی‌اش شناخته می‌شود که در بین ۵۰۰ ترانه برتر تمام زمان‌ها از دید مجلهٔ رولینگ استون نیز قرار گرفته‌است، همچنین سولوی آهنگ توسط مجلهٔ دنیای گیتار در جایگاه چهارم تمام زمان‌ها قرار گرفته‌است.
برای آخرین بار در سال ۲۰۰۵ این آهنگ توسط اعضای اصلی پینک فلوید،ریچارد رایت، راجر واترز،نیک میسن و دیوید گیلمور به اجرا درآمد.

## تاریخچه
در حالی که بیشتر ترانه‌سرایی‌های آلبوم «دیوار» را واترز به تنهایی انجام داده، اما در این آهنگ دیوید گیلمور نقش پررنگ‌تری ایفا کرد، وی در اصل این قطعه را به صورت دمو و بی‌کلام برای اولین آلبوم سولوی خویش پدید آورده بود و امید داشت که بعدها از این استفاده کند. در فصول ضبط آلبوم «دیوار» این نسخه دمو را برای استفاده در آلبوم به ارمغان آورد.

## آهنگ‌سازی
این آهنگ یکی از دو آهنگ آلبوم دیوار است که از آغاز و انتها شامل محو به بیرون و محو از ابتدا نمی‌شود (آهنگ دیگر «مادر» نام دارد). دلیلش این بود که در نسخهٔ اصلی از آلبوم با پایان یافتن طرف سوم وقف ای نمایان می‌شد. این آهنگ با مدت زمان ۶:۲۱ بلندترین آهنگ آلبوم هم به‌شمار می‌آید و به دنبال آن آهنگ مادر با مدت ۵:۳۱ زمان در ردهٔ بعد قرار دارد.
برطبق مجله رولینگ استون اشعار این آهنگ از تجربهٔ راجر واترز هنگامی که وی در تور/کنسرت به شخصه و قبل از اجرای کنسرت در فیلادلفیا توسط پزشک برای گرفتگی معده به وی آرامش‌بخش تزریق شد تأثیر گرفته‌است. واترز می‌گوید:
«این طولانی‌ترین دوساعتِ زندگی من بود، تلاش برای اجرای نمایش وقتی‌که که به سختی میتونی دستاتو بلند کنی». این تجربه موجب شد که واترز ایده‌اش را برای شعر این آهنگ بدست آورد.
گیلمور و واترز بر سر این‌که آهنگ چگونه ساخته شود اختلاف نظر داشتند و گیلمور اجرای آهنگ به صورت گرانج‌گونه ترجیح می‌داد. در نهایت واترز نحوهٔ شروع قسمت آغازین آهنگ و گیلمور تک‌نوازی گیتار در آخر آهنگ را برای استفاده در آهنگ به کار بردند. گیلمور بعداً گفت: ما «بی‌حس و راحت» را خیلی استدلال کردیم و واقعاً یک مشاجرهٔ بزرگ بود.»

## داستان
مانند دیگر آهنگ‌های این آلبوم «خلسه دلپذیر» دربارهٔ بخشی از زندگی پینک، شخصیت اصلی آلبوم است. پینک احساس می‌کند که کاملآ از جامعه منزوی شده‌است. او فشارهای زندگی یک ستاره راک را نمی‌تواند تحمل کند و قبل از رفتن به کنسرت در اتاقش در هتل از حال می‌رود. دکتری به اتاقش فرستاده می‌شود تا با تزریق مواد نیروزا (اشاره دارد به هروئین) به او انرژی لازم برای اجرای کنسرتش را بدهد. متن ترانه به صورت گفتگویی بین دکتر (واترز) و پینک (گیلمور) نوشته شده‌است.

## در فیلم دیوار
یک گروه بزرگ شامل مدیر پینک (باب هوسکینز)، مدیر هتل (مایکل انساین)، امدادگران و خدمهٔ جاده‌ای وارد اتاق پینک در هتل می‌شوند و وی را در حالت بی‌هوش و نشسته بر روی یک صندلی می‌یابند. بعدر از تزریق مواد مخدر به بازویش، پینک را کشان‌کشان به یک خودروی سواری بزرگ منتقل می‌کنند. او بعد به یک کنسرتی که طبق زمانبندی ازقبل تعیین شده برنامه داشت منتقل می‌شود. فلش‌بک‌هایی به دوران کودکی پینک نیز زده می‌شود، در این فلاش‌بک پینک را در دوره‌های کودکی نشان می‌دهد که یک موش وحشی را به خانه می‌آورد و به مادر بیش از محافظه‌کارش شان می‌دهد، اما با واکنش منفی مادرش مواجه می‌شود و مجبور می‌شود موش را به آلونکی در بیرون از خانه ببرد و از او مراقبت کند، صبح روز بعد که به آلونک سر می‌زند موش را مرده می‌یابد و بعد آن دم موش را می‌گیرد و به رودخانه‌ای در آن حوالی می‌اندازد. در بخش پایانی آهنگ که با تک‌نوازی گیتار گیلمور همراه است، پینک بر اثر دارویی که به وی تزریق شده دچار توهم و خیال می‌شود و می‌پندارد بدنش دچار فساد (کرم‌خوردگی) شده.

آهنگ ویرایش فیلم بسیار شبیه به نسخهٔ استودیویی آن است، فقط قبل از تک نوازی گیتار پایانی توسط گیلمور، از جیغ‌های پینک به جای صدای اُرگ که توسط ریچارد رایت نواخته می‌شود استفاده می‌شود و در این زمان پینک با دست صورت خود را مانند پیله باز می‌کند و چهرهٔ دیکتاتور را به خود می‌گیرد.

## تک‌نوازی گیتار
آهنگ دارای دو تک‌نوازی گیتار است که توسط دیوید گیلمور نواخته می‌شود. در سال ۱۹۸۹ مجلهٔ هواداران پینک فلوید، The Amazing Pudding این آهنگ را بهترین آهنگ پینک فلوید برای همیشه انتخاب کردند. تک‌نواری گیتار دیوید گیلمور در این آهنگ از طرف خوانندگان مجلهٔ دنیای گیتار به عنوان چهارمین تکنوازی‌گیتار تمام زمان‌ها انتخاب شد. در مجلهٔ دنیای گیتار جزئیات بیشتری دربارهٔ این تکنوازی گیلمور وجود دارد، که بر طبق آن، این تکنوازی (منظور تکنوازی پایانی در آهنگ) حاصل کنار هم‌قراردادن چندین سولوی دیگر است که وی در آن زمان تجربه کرده بود و در طی فرایندهای گوناگون سولوهای متعددی ضبط شد و از میانشان آنان که بهتر بنظر می‌رسیدند علامت‌گذاری شد و برای برداشت نهایی و بی‌نقص از آن‌ها استفاده شد. این همچنین به عنوان بهترین تک‌نوازی گیتار همهٔ زمان‌ها توسط شنوندگان ایستگاه رادیویی «سیاره راک» انتخاب شد، علاوه بر این در سال ۲۰۱۰ صدای گیتار دیوید گیلمور در این آهنگ، عنوانِ بهترین صدای گیتار توسط توسط مجلهٔ گیتاریست نامیده شد.

## اجراهای زنده
آهنگ به یکی از ترانه‌های مورد علاقه تبدیل شد و در تمام اجراهای پینک فلوید به عنوان یکی از بخش‌های مهم کنسرت‌ها مورد توجه قرار گرفت، این شامل حال کنسرت‌های سولوی گیلمور و واترز نیز شد و در کنسرت‌های این دو نیز پای ثابت نمایش بود.

### پینک فلوید
گروه در تور دیوار پینک فلوید (۱۹۸۰/۸۱) در سراسر صحنهٔ نمایش دیوار بزرگی برپا می‌کردند و هنگام اجرای این آهنگ راجر واترز در لباس یک دکتر در پایین دیوار ترانه را می‌خواند و دیوید گیلمور در بالای دیوار قرار می‌گرفت و همراه با نواختن گیتار ترانه را نیز می‌خواند و از پشت سرش نیز با نورافکن بر او نور می‌تابیدند و این حالتی منحصربه‌فرد در نمایش ایجاد می‌کرد.
بعدر از جداشدن واترز از گروه، دیوید گیلمور آهنگ را همانطور که مورد نظرش بود (گرانجی‌تر) در اجراهای زنده به نمایش گذاشت و در تورهای ۱۹۸۷-۸۸ و ۱۹۹۴ از جان کرین، ریچارد رایت و گای پرت به عنوان خواننده (بخش مربوط به دکتر) استفاده کرد تا جایگزین صدای واترز کرده باشد. نسخه‌های زنده از این آهنگ در ویدئویی با نام صدای دلچسب رعد در سال ۱۹۸۸ منتشر شد. یک نسخهٔ ۱۰ دقیه‌ای از آهنگ در ارلز کورت اکس‌هابیشن لندن در اکتبر ۱۹۹۴ به نمایش درآمد (به عنوان بخشی از تور ناقوس جدایی) و در فیلم تکانه که شامل اجراهای این تور است هم قرار گرفت. در سال ۲۰۰۰ آلبوم زنده‌ای از پینک فلوید با نام کسی هست؟ دیوار زنده ۸۱–۱۹۸۰ منتشر شد که شامل اجراهای زنده از ترانه‌های آلبوم در تور دیوار است و در آن آلبوم نیز این ترانه قرار دارد.
پینک فلوید اصلی (شامل راجر واترز) این آهنگ را در سال ۲۰۰۵ و در اجرای لایو ۸ در هایدپارک برای آخرین بار به اجرا درآورد و در بین چهارآهنگی که در آن اجرا توسط پینک فلوید به نمایش درآمد «بی‌حس و راحت» آخرین آهنگ بود.

### دیوید گیلمور
دیوید گیلمور این آهنگ را در تمام تورهای تک‌نوازی خود به اجرا درآورد.
در تور/کنسرتی که در سال ۱۹۸۴ برای ترویج آلبوم خود عقب‌گرد برگزار کرده بود، لیست تنظیمی اشاره به آهنگی بنام «بیا ای تنبل بزرگ» دارد و برای خواند قسمت مربوط به دکتر از دو خواننده با نام Gregg Dechart و Mickey Fea استفاده کرد. در ۲۰۰۰ و ۲۰۰۱ از Robert Wyatt،کیت بوش، دورگا مک‌بروم و باب گلداف (کسی که نقش پینک را در فیلم دیوار پینک فلوید ایفا کرده بود) برای خواندن استفاده کرد.
در ۲۹ می۲۰۰۶ و در رویال آلبرت هال، دیوید بووی به عنوان خواننده ویژه مهمان بخش مربوط به واترز را خواند، روز بعد در ۳۰ میریچارد رایت قسمت مربوط به واترز را خواند، این اجرا در ویدیوی Remember That Night شامل شده‌است.
گیلمور این آهنگ را در اجرای زنده در گدانسک نیز به نمایش گذاشت. در اواخر سال ۲۰۱۲ واترز تورهایی را برای اجرای کامل آلبوم دیوار برگزار کرد که به‌طور طبیعی این آهنگ را نیز شامل می‌شد.
واترز پیش از تور اروپایی خود منتشر که گیلمور پذیرفته تا سولوی این آهنگ را در یکی از اجراهای وی بنوازد اما زمانش را منتر نکرد و در سال ۲۰۱۱ در ورزشگاه او۲ آرنا لندن این اجرا تحقق یافت.

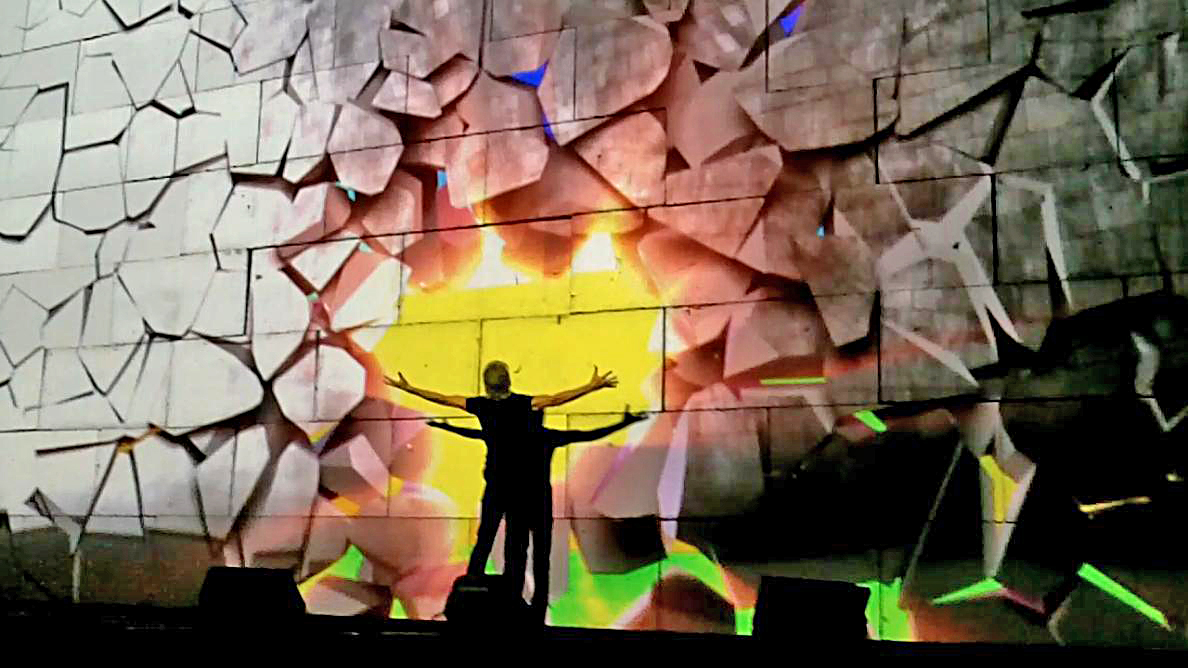
راجر واترز در تورهای خود، در حال اجرای «بی‌حس و راحت،۳۰ اکتبر ۲۰۱۰»

### راجر واترز
بعد از ترک پینک فلوید راجر واترز اولین بار آهنگ را در کنسرت دیوار در برلین (۱۹۹۰ ۲۱ ژوئیه) به اجرا گذاشت، کنسرتی که برای گرامی‌داشت تخریب دیوار برلین به اجرا درآمده بود. در این اجرا واترز خواننده اصلی بود و ون موریسون بخش مربوط به گیلمور را می‌خواند و توسط لاون هلم و ریک دانکو دو عضو گروه «بند» حمایت می‌شد. سولوی گیتار توسط اسنوی وایت و ریک دیفونزو نواخته می‌شد. این ویرایش آهنگ در فیلم برندهٔ اسکار ۲۰۰۶ یعنی «رفتگان» به کارگردانی مارتین اسکورسیزی نیز قرار گرفت. این آهنگ در سریال آمریکایی «سوپرانوز» نیز شنیده می‌شود. ون موریسون از این نسخه در آلبومی گردآوری‌شده در سال ۲۰۰۷ استفاده کرد.
بدنبال اجرای برلین، واترز در سال ۱۹۹۱ در جشنوارهٔ «Guitar Legends» که در اسپانیا برگزار شده بود این ترانه را به اجرا درآورد و از براک هارنسبی به عنوان خواننده مهمان استفاده کرد.
در ۱۹۹۲ واترز آهنگ را همراه با دان هنلی از اعضای گروه ایگلز در لس‌آنجلس اجرا کرد. طی سال‌های ۱۹۹۹ و ۲۰۰۰ دوی برمهال و اسنوی وایت، واترز را در خواندن بخش مربوط به گیلمور همراهی کردند؛ در سال ۲۰۰۲ چستر کی‌من و وایت این نقش را عهده‌دار بودند. در ۲۰۰۶ و ۲۰۰۷ جان کرین و اندی فیرویدر لاو به همراه دیو کیلمینستر قسمت مربوط به گیلمور را خواندند و تکنوازی توسط اسنوی وایت نواخته می‌شد.
در طی تورهای دیوار که واترز شخصاً برگزار کرد Robbie Wyckoff بخش گیلمور را خواند و دیو کیلمینستر تکنوازی را می‌نواخت و هر دو در بالای دیوار صحنهٔ نمایش مستقر می‌شدند؛ مانند گیلمور در تورهای دیوار پینک فلوید در ۱۹۸۰-۸۱.
در ۱۲ می۲۰۱۱ دیوید گیلمور به عنوان مهمان ترانه را در او۲ آرنا لندن در قسمتی از تور دیوار واجرز خواند و تکنوازی هم توسط وی در بالای دیوار اجرا شد.
در این اجراها همگام با سولوی پایانی، واترز در پایین صحنه، دیوار روی صحنه را با مشت خود فرو می‌ریخت.

## نوازندگان و سازندگان
- راجر واترز - خواننده، شعر، گیتار بیس
- دیوید گیلمور - خواننده، آهنگ، گیتار الکتریک، آکوستیک گیتار، بیس گیتار، پدال استیل گیتار، سینث‌سایزر
- نیک میسن - درام
- ریچارد رایت - ارگ

بهمراه:
- مایکل کی‌من - تنظیمات ارکسترال
- لی ریتنور - آکوستیک گیتار

## گواهینامه‌ها
| منطقه                                   | گواهی  | واحد گواهی‌شده/فروش |
| --------------------------------------- | ------ | ------------------ |
| دانمارک (آی‌اف‌پی‌آی)                      | طلا    | ۴۵٬۰۰۰             |
| ایتالیا (اف‌آی‌ام‌آی) فروش از ۲۰۰۹         | پلاتین | ۵۰٬۰۰۰             |
| بریتانیا (بی‌پی‌آی) فروش از ۲۰۰۴          | پلاتین | ۶۰۰٬۰۰۰            |
| رقم فروش+پخش جاری تنها بر پایهٔ گواهی‌ها. |        |                    |